# 므앙푸안
므앙푸안(라오어: ເມືອງພວນ)은 라오스 시앙쾅도에 있던 왕국이다.

## 역사
므앙푸안은 현재 라오스 시앙쾅도와 베트남 응에안 성에 걸친 지역이며, 오랫동안 란상왕국의 지배 하에 있었다.
1787년, 베트남에 떠이선 왕조가 성립하면서 떠이선 왕조의 태조 응우옌반냑(阮文岳)이 라오스 방면으로 세력 확장을 꾀했다. 그해 응우옌반냑은 당시 응에안에 있던 카이산이 병력을 이끌고 므앙푸안에 침입하게 하여 그곳의 영주에게 응우옌 왕조에 입공을 요구했다. 이에 란쌍 왕조의 후예인 비엔티안 왕국 국왕의 차오 난타센은 므앙푸안에 파병해서 카이산 군을 제압했다. 그러나 다음 해인 1788년에도 3000의 병력을 거느린 카이산이 다시 침입하여 결국 차오 난타센은 므앙푸안 영주의 응우옌 왕조의 입공을 인정했다.
그리하여 므앙푸안은 비엔티안 왕국의 영토이면서 베트남 왕조(응우옌 왕조와 떠이선 왕조)의 세력 하에 놓인 반독립적인 매우 불안정한 지역이 되었다. 비엔티안 왕국이 멸망하면서 므앙푸안은 시암(짜끄리 왕조)의 영지가 되었지만, 1893년에 프랑스가 이전 루앙프라방 왕국의 종주권을 시암에서 획득하면서, 1899년에 시앙쿠앙은 통킹과 루앙파방으로 분할된 형태로 프랑스령 인도차이나에 편입되었다.

## 같이 보기
- 라오스의 역사
- 비엔티안 왕국